# مانفريد كوردز
مانفريد كوردز (بالألمانية: Manfred Cordes)‏ هو موزع ألماني، ولد في 1953 في هيلدسهايم في ألمانيا.

## وصلات خارجية
- مانفريد كوردز على موقع ميوزك برينز (الإنجليزية)
- مانفريد كوردز على موقع أول ميوزيك (الإنجليزية)
- مانفريد كوردز على موقع ديسكوغز (الإنجليزية)